# ۱۰۸ (عدد)
۱۰۸ (عدد)
۱۰۸(صد و هشت) یک عدد طبیعی است که بعد از ۱۰۷ و قبل از ۱۰۹ قرار دارد.